# Jan VI (patriarcha Aleksandrii)
Jan VI – prawosławny patriarcha Aleksandrii w latach 1062–1100.